# 충주 창동리 오층석탑
충주 창동리 오층석탑(忠州 創洞里 五層石塔)은 충청북도 충주시 가금면 청금리에 있는 오층석탑이다. 1975년 8월 20일 충청북도의 유형문화재 제8호로 지정되었다.

## 개요
중원탑평리칠층석탑(국보 제6호)에서 남쪽으로 2km쯤 되는 지점에 자리한 5층 석탑으로, 원래는 민가의 뒷뜰에 있던 것을 100여m 남쪽으로 옮겨 복원해 놓은 것이다.
2층 기단(基壇) 위에 5층의 탑신(塔身)을 올린 모습이며, 현재 맨 위의 머리장식이 없어진 채 그 받침돌만 남아 있다. 위로 오를수록 조금씩 규모가 줄어드는 탑신의 각 몸돌에는 네 모서리마다 기둥모양의 조각을 두었다. 지붕돌과 몸돌은 각기 다른 돌로 조성되어 있는데 5층에서만은 한 돌로 되어 있어 흥미롭다. 지붕은 네 귀퉁이가 부드럽게 치켜올라갔고, 위로 올라갈수록 밑면의 받침수가 줄어드는 특징을 보인다. 이 탑에서 가장 눈에 띄는 것은 기단 위에 두툼한 괴임돌을 끼워 탑신의 1층 몸돌을 받치고 있는 것과 각 층 지붕돌 위에도 비슷한 괴임을 표현했다는 점이다. 이로 인해 장식이 거의 없는 탑신에 작은 변화를 주고 있다.
고려시대에 조성된 것으로 보이는 이 탑은, 섬세한 조각은 볼 수 없지만, 전체적으로 구성이 간략화되고 대범하여 고려인의 기상을 느끼기에 충분하다.

## 참고 자료
- 충주 창동리 오층석탑 - 국가유산청 국가유산포털